# Derewiczna
Derewiczna (prononciation [dɛrɛˈvit͡ʂna]) est un village de la gmina de Komarówka Podlaska du powiat de Radzyń Podlaski dans la voïvodie de Lublin, situé dans l'est de la Pologne.
Il se situe à environ 3 kilomètres au sud-ouest de Komarówka Podlaska (siège de la gmina), 21 kilomètres à l'est de Radzyń Podlaski (siège du powiat) et 65 kilomètres au nord de Lublin (capitale de la voïvodie).
Le village comptait approximativement une population de 606 habitants en 2006.

## Histoire
De 1975 à 1998, le village est attaché administrativement à la voïvodie de Biała Podlaska.

Depuis 1999, il fait partie de la nouvelle voïvodie de Lublin.